# Chuquiraga arcuata
Chuquiraga arcuata là một loài thực vật có hoa thuộc họ Asteraceae.
It is never được tìm thấy ở Ecuador.
Môi trường sống tự nhiên của chúng là vùng đất có cây bụi nhiệt đới hoặc cận nhiệt đới.
Nó bị đe dọa do mất môi trường sống.